# Ralph Chubb
Ralph Nicholas Chubb (Harpenden, 8 febbraio 1892 – Stratfield Saye, 14 gennaio 1960) è stato un poeta e tipografo britannico.
Influenzato da Walt Whitman, William Blake e dal romanticismo in generale, centrò il suo lavoro sulla creazione di una mitologia personale molto complicata, antimaterialista e rivoluzionaria, specie sotto l'aspetto delle ossessioni sessuali ed omosessuali.
Non aveva neppure un anno quando la sua famiglia si trasferì a St. Albans, ed in questa città Chubb frequentò la scuola prima di iscriversi alla università di Cambridge; arruolatosi come ufficiale durante la prima guerra mondiale, si ammalò di nevrastenia e congedato nel 1918.
Dal 1919 al 1922 Chubb riprese a studiare in una scuola d'arte a Londra. Fu là che venne a contatto con Leon Underwood, per una rivista del quale cominciò a scrivere poemi, ed altri artisti influenti. Intanto avviava un'attività artistica che, sebbene lo portò ad esporre anche all'Accademia Reale di Arte, ebbe scarso riscontro sul piano economico poiché molte delle sue pitture non venivano vendute.
Fu così che iniziò a dedicare i suoi talenti artistici al settore della stampa artistica che sarebbe diventata la sua principale attività.
Le sue opere nacquero in diverse fasi principali. I suoi libri stampati degli anni venti erano un'umile offerta e dimostravano il talento di Chubb come incisore su legno e la sua poesia pittoresca e visivamente ispirata. Già in questa prima fase diventava evidente la sua ossessione di sempre per gli adolescenti maschili. Sviluppò il tema più esplicitamente in An Appendix, un manifesto omosessuale e spiritualista copiato da un manoscritto.
An Appendix fu la prima delle sue opere stampate nella sua calligrafia a mano. Poco dopo seguì il primo dei suoi opulenti libri litografati, The Sun Spirit.
Nel corso degli anni trenta i libri di Chubb divennero più elaborati e attraenti. Water Cherubs concretizza la sua estetica della forma giovanile maschile, e The Secret Country, che si presenta come un manoscritto miniato, racconta storie della famiglia di Chubb e dei suoi viaggi tra gli zingari della New Forest nel Hampshire.
Il torchio da stampa di Chubb venne interrotto dalla guerra, ma nel 1948 iniziò il terzo periodo della sua opera con due massicci volumi: The Child of Dawn e Flames of Sunrise. Ogni pagina di questi due volumi è piena di digressioni oscure sulla mitologia di Chubb e disegni di significato simbolico. Riassunta brevemente, la visione di Chubb era una profezia della redenzione di "Albione", ovvero l'Inghilterra, attraverso il Ragazzino-Dio Ra-el-phaos, del quale Chubb sosteneva di essere il profeta e messaggero.
Questo riflette un annuncio precedente che si trova in The Heavenly Cupid:
I announce a secret event as tremendous and mysterious as any that has occurred in the spiritual history of the world.  I announce the inauguration of a Third Dispensation, the dispensation of the Holy Ghost on earth, and the visible advent thereof on earth in the form of a Young Boy of thirteen years old, naked perfect and unblemished.
Annuncio un evento segreto tremendo e misterioso come qualsiasi evento nella storia spirituale del mondo. Annuncio l'inizio di una Terza Discesa, la discesa dello Spirito Santo sulla terra, e il suo visibile avvento sulla terra in forma di un giovane ragazzo di tredici anni, nudo, perfetto e immacolato.
Altri temi sono ricorrenti in tutte le opere di Chubb. Era sempre tormentato dal ricordo di un giovane corista a St Albans che sparì dalla sua vita proprio quando aveva trovato il coraggio di parlargli. Allo stesso modo una breve relazione sessuale con un altro ragazzo quando Chubb aveva 19 anni sembrava fare da sagoma per future visioni del paradiso. I libri di Chubb diventavano man mano più egocentrici e paranoici. Nel tentativo di giustificare il suo desiderio omosessuale, creò una mitologia personale che spiegava tutto in termini che solo lui poteva capire. Nondimeno la sua opera ha un affascinante significato psicologico. Ognuno dei vari angeli, cavalieri, veggenti e ragazzi-dio nel suo mondo di sogno rappresenta un aspetto della sua personalità introspettiva e perseguitata.
Come tanti altri artisti della sua generazione, Chubb si risentiva per l'intrusione della scienza nella sua immaginazione. Denigrava scienziati, teologi ortodossi e politici del mondo, accusandoli di reprimere la sua sete di libertà. Nel 1927 scrisse:
Existence, besides being a miracle, is a symbol.  Albeit here for inscrutable purposes the spirit is only to be discerned as it were in a distorting-glass.  (The Book of God's Madness)
L'esistenza non è solo un miracolo, ma anche un simbolo. Sebbene qui per scopi imperscrutabili, lo spirito si distingue solo come in uno specchio distorcente.
In An Appendix Chubb cercava di persuadere i suoi lettori del suo solipsismo illustrando alcuni esempi di fortunate coincidenze nella sua vita. Le sue condanne dei tabù e delle frustrazioni della vita moderna sono più mirate.
The green green hills, the blue blue sky, blue sea, great golden SUN, yellow dandelions, the pink naked beauty of ripe boyhood, deathless free and happy, brimming with health.  This I must have.  Nothing less than this can ever satisfy me!  GIVE ME MY HEAVEN! GIVE ME MY HEAVEN!  (Water-Cherubs)
Le verdi verdi colline, il cielo blu blu, mare blu, grande dorato sole, giallo dente di leone, la rosa nuda bellezza d'infanzia matura, immortale, libera e felice, traboccante di salute. Questo devo avere. Niente di meno potrà mai soddisfarmi! DATEMI IL MIO CIELO! DATEMI IL MIO CIELO!
Di salute debole e confrontato con continue difficoltà legali e finanziarie, Ralph Chubb abbandonò le sue opere controverse per dedicarsi alla raccolta e ristampa delle prime poesie e memorie d'infanzia. Treasure Trove e The Golden City, pubblicate postumamente, sono prive della solita profusione di ragazzi nudi e leggiadri e danno un'impressione della sua immaginazione giovanile e di alcune delle sue poesie più incantevoli. Negli ultimi anni della sua vita donò i suoi volumi rimasti alle librerie nazionali della Gran Bretagna. Morì pacificamente a Fair Oak Cottage nell'Hampshire il 14 gennaio 1960 e fu sepolto vicino ai suoi genitori presso la Kingsclere Woodland Church.

## Opere
Di nessuna delle edizioni dei libri di Chubb vennero stampate più di 200 copie, e di alcune opere litografiche esistono solo 30 o 40 copie, delle quali solo sei o sette sono state meticolosamente colorate a mano da Chubb.
Le date e i titoli delle opere stampate di Chubb sono indicati sotto.

### Prime opere stampate
- Manhood, 1924
- The sacrifive of youth, 1924
- A fable of love & war, 1925
- The cloud & the voice, 1927
- Woodcuts,  1928
- The book of God's madness, 1928
- An Appendix, 1929

### Testi litografati
- Songs of mankind, 1930
- The sun spirit, 1931
- The haevenly cupid, 1934
- Songs pastorals and paradisials, 1935 (illustrato da Vincent Stuart; scritto da Helen Hinkley)
- Water cherubs, 1936
- The secert country, 1939

### Testi profetici del dopoguerra
- The child of damn, 1948
- Flames of sunrise, 1953

### Juvenalia e prime storie d'amore
- Treasure trove, 1957
- The golden city, 1960

### Postume
- The days of St. Alban, 1965
- Autumn leaves, 1970